# St. Joseph’s Chapel (New York)

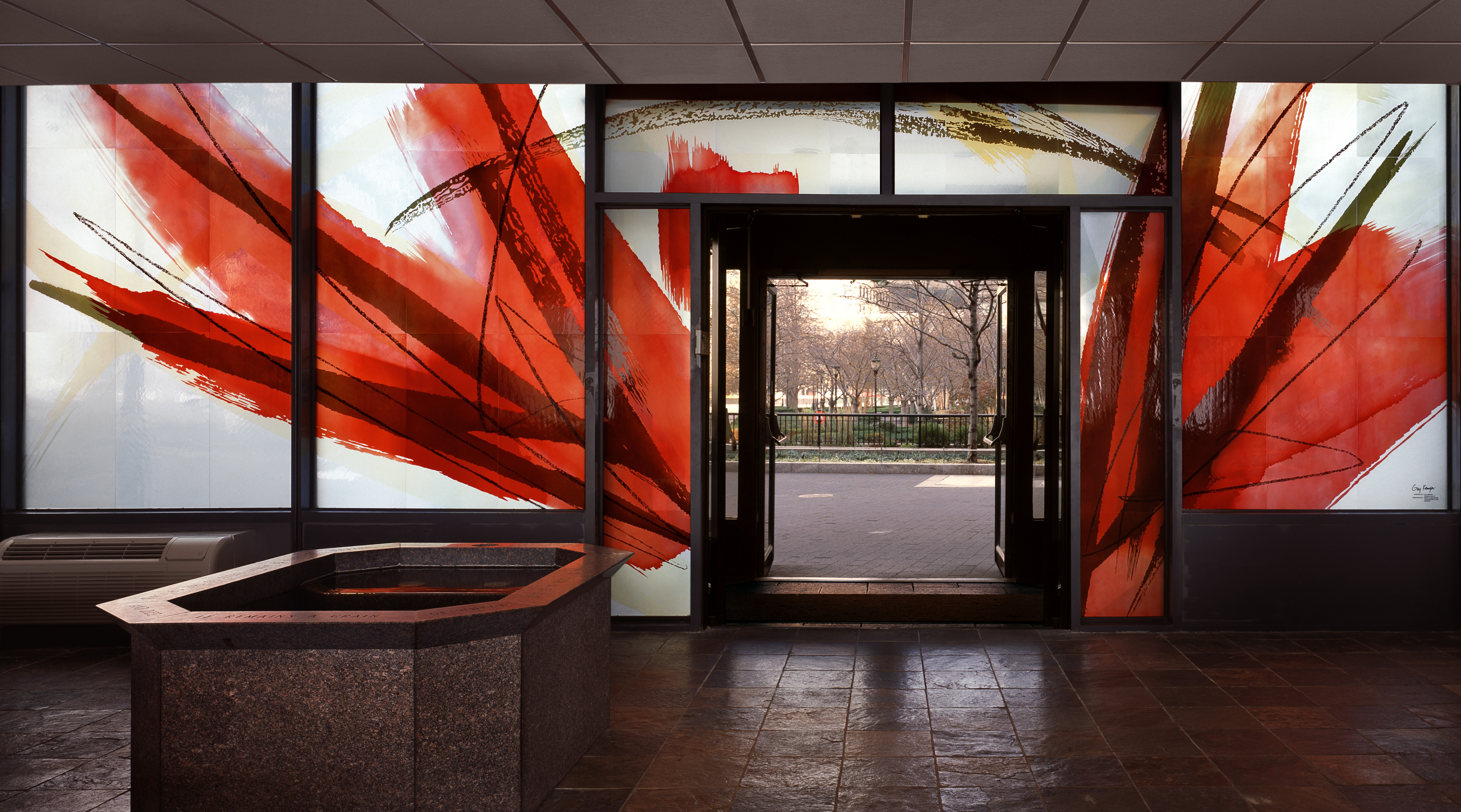
St. Joseph’s Chapel:Glaswand Rise von Guy Kemper (Foto: Robert Benson)

St. Joseph’s Chapel, Battery Park NY, ist die römisch-katholische Gedächtniskirche am Ground Zero, Manhattan und wurde wieder errichtet, um der Opfer der Terroranschläge am 11. September 2001 zu gedenken. Die Kapelle liegt unweit des Hudson River (385 S End Ave, New York, NY 10280) und gehört zur ältesten katholischen Kirchengemeinde New Yorks, St. Peter.
Die Kapelle wurde am 11. September 2001 stark beschädigt; die ins Freie getragenen Möbel wurden Tage später Opfer des Regens, lediglich der Altar und einige liturgischen Gegenstände konnten in Sicherheit gebracht werden. Nachdem zunächst daran gedacht war, den Ort wüst zu belassen, wurde beschlossen, die Kapelle als Gedenkstätte neu zu errichten. Sie wurde am 22. Mai 2005 wieder eingeweiht.
Die kleine Kirche wurde als Querhaus errichtet und mit Skulpturen und anderen plastischen Werken moderner Künstler ausgestattet: Brett Slavin (Our Lady of Guadalupe), John Collier (St. Joseph), Wiktor Szostalo (Glasskulptur: Christustorso), Guy Kemper (Glasfenster Rise), Sr. Cecelia (Ikone St. John and St. Paul) sowie Christopher Cosma und Denise Amses (Glasskulptur).